# أكاديمية خان
أكاديمية خان (بالإنجليزية: Khanacademy) هي مؤسسة تربوية غير ربحية أُنشئها سلمان خان في عام 2008. هدفها المعلن هو «توفير تعليم عالي الجودة لأي أحد وفي أي مكان»، ويوفر موقعها على الإنترنت أكثر من 3600 محاضرة صغيرة عبر مقاطع فيديو مخزنة على موقع يوتيوب لتدريس الرياضيات، والتاريخ، والتمويل، والفيزياء والكيمياء وعلم الأحياء وعلم الفلك والاقتصاد.

## تاريخها
في أواخر عام 2004، بدأ سلمان خان تدريس ابنة عمه ناديا الرياضيات باستخدام مفكرة دودل للرسم على ياهو! عندما ازداد عدد الأقارب والأصدقاء الذين طلبوا المساعدة نفسها، قرر نشر مقاطع فيديو أخرى تكون أكثر عملية لتوزيع الدروس على موقع يوتيوب لنشر الإفادة وعدم إضاعة الوقت. في عام 2009، دفعته الشعبية العارمة التي حصل عليها وشهادات التقدير التي انهالت عليه من التلاميذ والطلاب إلى ترك عمله في مجال التمويل والاقتصاد، والتفرغ للعمل على توسيع الأكاديمية بدوام كامل. قال بيل غيتس مؤسس مايكروسوفت حول مشروع خان: «يمكنني أن أقول إننا قد أزددنا حوالي 160 نقطة ذكاء من فئة صناديق التحوط إلى تدريس العديد من الناس. لقد كان يومًا جيدًا عندما سمحت له زوجته بالاستقالة من وظيفته.» 
اعتبارا من ديسمبر 2009، كانت مقاطع الفيديو التي ينشرها خان تتلقى أكثر من 35,000 مشاهدة في اليوم الواحد لتحصيل العلم في الفروع المختلفة بأسلوب شرح بسيط وواضح، يؤهل الطلاب إلى أعلى مراتب المعرفة.

## أسلوبه
ابتعد خان عن استخدام أسلوب مدرس يشرح الدرس على السبورة، بدلاً من ذلك قدّم المحتوى بطريقة توحي الجلوس بجانب الطالب والعمل معه على حل المسألة على ورقة. شرح مرة أنه يعتقد «أن الناس يجدون قيمة أكبر أن يشاهدوا رجلاً يقوم بحل مسألة ويفكر بصوت عال.»  يعتمد نجاح برامجه التعليمية على الأسلوب الذي يتبعه. فهو يستخدم المحادثة التي تعتمد على التقنيات البسيطة — فوجهه لا يظهر أبداً، والمشاهدون لا يرون إلا رسوماته وكتاباته المتتالية والرسوم البيانية على السبورة الإلكترونية — وهذا يدل على تحولٍ في العملية التعليمية التي تجتث الفصول الدراسية والحرم الجامعي والبنية التحتية الإدارية، وحتى اعتماد مدربين مشهورين. ويستطيع كل مشاهد إعادة تشغيل الفيديو حتى يستوعب المعلومة تماما بلا خجل. كل فيديو يعمل لمدة عشر دقائق تقريبا. قام برسم الرسومات والتسجيل بواسطة سموثدرو، وأنتج الأفلام باستخدام لاقط الفيديو استوديو كمتسا.
كما توفر أكاديمية خان نظاما معتمدا على الويب يقوم بتوليد مسائل للطلاب بناء على مستوى مهاراتهم وأدائهم ليقوموا بحلها بأنفسهم. ويعتقد خان أن أكاديميته تسنح الفرص لإصلاح اللتعليم في الفصول الدراسية التقليدية باستخدام برامج لإنشاء اختبارات، نشاطات صفية ومسائل، كما وتسلط الضوء على التحديات التي تواجه بعض الطلاب، وتشجيع الطلاب المجتهدين على مساعدة رفاقهم الذين يواجهون الصعاب. الشرح يتم باللغة الإنجليزية.

## التمويل
يمول المشروع من خلال التبرعات. وقد تبرع العديد من الناس بمساهمات بحدود 10.000 دولار، تبرع آن وجون دوير بمبلغ 100.000 دولار ووصلت الإيرادات إلى 150.000 $ عن طريق التبرعات بالإضافة إلى نحو 2000 دولار شهريا من الإعلانات على شبكة الإنترنت. في سبتمبر 2010، أعلنت شركة جوجل أنها ستقدم لأكاديمية خان مبلغ 2 مليون دولار لخلق مزيد من الدورات وحتى يتسنى للأكاديمية ترجمة مكتبتهم الأساسية للغات العالم الأكثر انتشارا وذلك كجزء من مشروعهم 10.100 

## خدمات والرؤية
المكونات الرئيسية:
- مكتبة الفيديو (أكثر من 2200 مقطع فيديو تبحث في مواضيع مختلفة مع إحصاء أكثر من 42 مليون زائر) [19]
- تدريبات آلية مع تقييم مستمر (123 وحدة، ولا سيما في الرياضيات، 4 تحديات، 119 وحدات فردية)
- تعليم الند للند على أساس البيانات التي يتم جمعها حول اهداف النظام (مع توقع مستقبلي)
- ترخص مقاطع الفيديو في إطار المشاع الإبداعي، غير التجاري ضمن رخصة التشارك بالمثل 3.0.[20]

تتيح بعض المنظمات الشريكة غير الربحية الحصول على الفيديو من خارج يوتيوب. يوفر مركز لويس للبحوث التربوية، الذي ينتمي لوكالة ناسا، المحتوى إلى كليات المجتمع والمدارس في جميع أنحاء البلاد. كما تقوم منظمة وورلد باسيبل (العالم المعقول)، بتوفير لقطات أوفلاين من المحتوى وتوزيعها في المناطق الريفية، والمناطق تحت تطوير أو المناطق محدودة الوصول إلى الإنترنت.

وذكر خان رؤيته حول تحويل الأكاديمية إلى مدرسة موثقة:
وهذا يمكن أن يكون الحمض النووي لمدرسة حقيقية حيث يقضي الطلاب 20 في المئة من يومهم بمشاهدة أشرطة الفيديو والقيام بحل المسائل بأنفسهم وعلى سجيتهم وينصرفوا في بقية الوقت بالقيام بأعمال تطبيقية مثل بناء الروبوتات أو رسم اللوحات أو تأليف المقطوعات الموسيقية أو ما يطيب لهم.
وزعت تسجيلات الفيديو أوفلاين من قبل مؤسسات لا تستهدف الربح في المناطق الريفية في آسيا وأمريكا اللاتينية وأفريقيا. فيما تهتم أكاديمية خان حاليا في تقديم دروس في الرياضيات والفيزياء والكيمياء والأحياء للمستوى ما قبل الجامعي، إلا أن خان حدد أن هدفه على المدى الطويل هو توفير «عشرات الآلاف من تسجيلات الفيديو في كل المواضيع إلى حد كبير» وخلق «المدرسة الافتراضية الأولى المجانية في العالم، حيث يتاح لأي شخص تعلم أي شيء.» 

## الشهرة
- أجرى خان مقابلات مع سان فرانسيسكو كرونيكل، [12] في هيئة الإذاعة العامة (برنامج تلفزيوني)، [10] الإذاعة الوطنية العامة، سي إن إن [23] وسي أن أن المال [15]
- في عام 2009، حصلت أكاديمية خان على جائزة مايكروسوفت للتقنية التعليمية.
- في عام 2010 في مهرجان آسبن أفكار، بيل غيتس يؤيد موارد التعلم، واصفا اياه بانه «لا يصدق» وقوله «أنا أستعمل أكاديمية خان مع أطفالي.» [13][24]
- في عام 2010، تبرع غوغل بمليوني دولار لدعم إنشاء المزيد من الدورات التدريبية، للسماح لترجمة محتوى أكاديمية خان، والسماح بتوظيف المزيد من الموظفين.[25]
- في 2011، ألقى سلمان خان في مؤتمر تيد الذي كان التقى بالتصفيق وقوفا من الحاضرين.[26]
- في أبريل 2012 كتب بيل جيت مقالا عن سلمان خان كرائد للعلم يعمل على توصيل المعرفة للناس أجمعين مجانا وبكفاءة عالية، مما جعل مجلة التايم TIME تعتبره واحدا من 100 شخصية عالمية تؤثر بفاعلية على حياتنا المعاصرة.

## وصلات خارجية
- الموقع الرسمي
- تحميل الفيديوات من الإنترنت